# ミュンヒベルク
ミュンヒベルク (ドイツ語: Münchberg, ドイツ語発音: [ˈmʏnçbɛrk]) は、ドイツ連邦共和国バイエルン州オーバーフランケン行政管区のホーフ郡に属する市で、アウトバーンA9、連邦道B2およびB289沿い、ミュンヘンとベルリンの間に位置する。ミュンヒベルクはフィヒテル山地およびフランケンヴァルトへの入り口にあたる。

## 地理

### 自治体の構成
本市は、公式には59の地区 (Ort) からなる。このうち孤立農場などを除く集落を以下に列記する。
| - アホルニス - ビーンガルテン - ゴッタースドルフ - ヒルブランツグリュン - イェーゼン - クッペル - ラウバースロイト - マルカースロイト - マックスロイト | - メヒレンロイト - マイアーホーフ - ミッテルザウアーホーフ - ミュンヒベルク - ムッセン - オーバーザウアーホーフ - プレーゼン - ポッペンロイト | - プルシュニッツベルク - シュレーゲル - シェドラス - シュヴァインスバッハ - ゾルク - シュトラース - ウンフリーツドルフ - ウンターザウアーホーフ |

## 歴史
ミュンヒベルク周辺地域に初めて入植が行われたのは、10世紀から11世紀にまでさかのぼる。ここに、ミュンヒベルク川上流に沿ってニュルンベルク - ライプツィヒを結ぶ帝国街道（今日のアウトバーンA9にほぼ沿った道程）が通り、その宿駅が設けられた。地名の Münchberg は、最初の入植者である修道士たち (Münche) に由来すると言われている。この名前は、その後時間の経過とともに変化していった。ミュンヒベルクが初めて史料に現れるのは1224年のことである。
1938年から1972年までミュンヒベルクは、同名の郡の郡庁所在地であった。
ミュンヒベルク市は、1958年から1978年の間に18の市町村が合併して形成された。
1990年10月19日、アウトバーンA9のミュンヒベルク付近で、最悪の交通事故が起こった。

## 経済
ミュンヒベルクは、その全域が繊維の町として知られている。

### 地元企業
| - Frankenwälder E. Held GmbH & Co. KG（婦人服） - Neutex Home Deco GmbH（装飾生地） - Walter Reissmann GmbH（ウーステッド織り工場） - MBG TECHBELT INNOVATION GmbH（技術機械） - Schoedel GmbH（家具のカバー用生地） | - Atelier Goldener Schnitt（服飾） - RAUMEDIC AG（医薬品） - SIGNET Corporate Fashion GmbH（衣料品） - Fickenschers Backhaus（ギフトボックス） |

## 公共施設

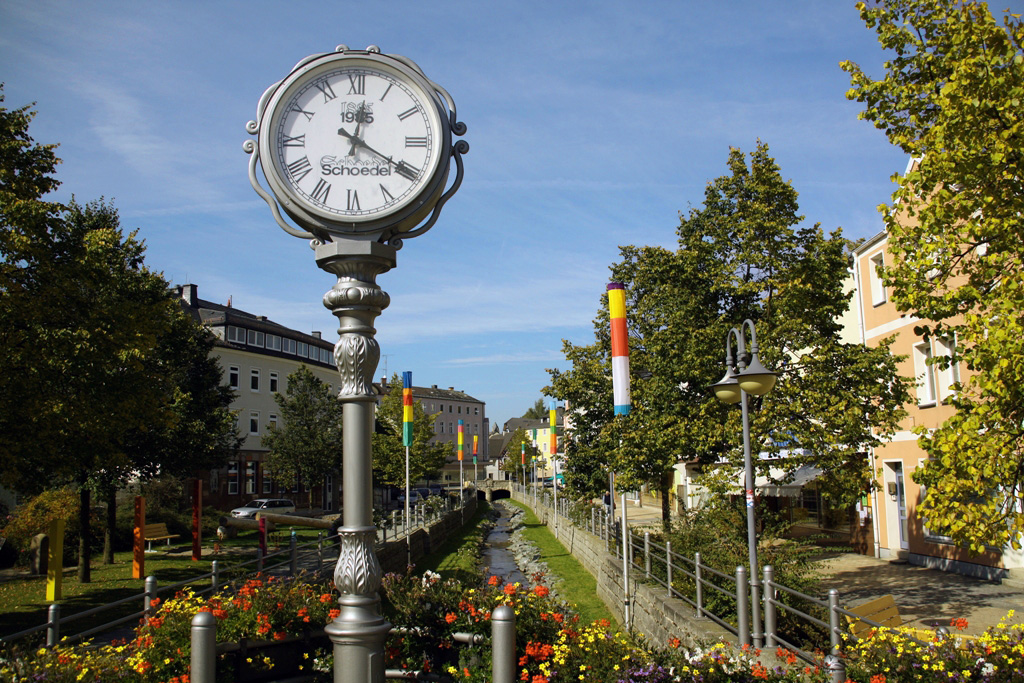
プルシュニッツの歩行者専用地域

### レクリエーションとスポーツ施設
| - 屋内プール - 屋外プール - テニスコート（屋外、屋内） - 遊園地 - ヒンテーレ・ヘーヘ湖 | - アイベン地区のアイベン乗馬用厩舎 - メヒレンロイト地区のRFVミュンヒベルク乗馬施設 - TVミュンヒベルクのタワーホール、冬季にはライブバンドによるコンサートが開催される - ボウリング場 |

## 友好都市
ジェファーソンシティ （アメリカ合衆国、ミズーリ州） 2004年12月 -

## 行政
ミュンヒベルクの市議会は24議席からなる。

## 建造物
| - 福音派 市教会「聖ペテロ＝パウロ」 - カトリック教会 - 墓地教会 - ロールビューレ展望塔 - グリムラーハウス - ラーガーケラー（ワイン貯蔵庫）のあるクロイツベルクホールヴェク | - メヒレンロイト地区の旧学校 - 旧メヒレンロイト・アム・カペレンベルクの戦争記念碑 - メヒレンロイト地区の2棟の木組み建築 - 1847年の駅舎 - 歴史的なラートハウス |

## 年中行事
- 5月1日、イェーゼンの5月祭り
- 夏期休暇最初の日曜日、クロイツベルクホールヴェクのケラー祭り
- 7月第2週末の牧場祭り
- 7月末、花火が上がるメヒレンロイトの地区の村祭り
- 8月の最後の週末、ミュンヒベルク消防隊のガーデンフェスタ
- 9月第3日曜日の市祭り
- 11月の中・下旬にあるクナイペンナハト（酒場の夜）
- シュトラース地区のガーデンフェスタ

## 人物

### 出身者
- マックス・シュペヒト （1891年1月15日 - 1971年1月18日）ミュンヒベルクの市長、名誉市民
- クラウス・シュトルンツ（1966年9月29日 - ）ドイツのジャーナリスト
- ホルシュト・シュロート（1948年 - ）コメディアン、作家、劇作家
- ゲオルク・ハッカー、ミュンヒベルク出身の飛行船船長
- パトリツィア・ヤネチコヴァ（1998年 - ）ソプラノ歌手

### ゆかりの人物
- アウグスト・ホルヒ、自動車製作者（ホルヒ参照）、第二次世界大戦から亡くなる1951年までミュンヒベルクに住んだ

## 引用
1. ↑  https://www.statistikdaten.bayern.de/genesis/online?operation=result&code=12411-003r&leerzeilen=false&language=de Genesis-Online-Datenbank des Bayerischen Landesamtes für Statistik Tabelle 12411-003r Fortschreibung des Bevölkerungsstandes: Gemeinden, Stichtag (Einwohnerzahlen auf Grundlage des Zensus 2011)
2. ↑  Max Mangold, ed (2005). Duden, Aussprachewörterbuch (6 ed.). Dudenverl. p. 568. ISBN 978-3-411-04066-7
3. ↑  Bayerische Landesbibliothek Online